# Canton de Champeix
Le canton de Champeix est une ancienne division administrative française située dans le département du Puy-de-Dôme en région Auvergne. Il a été supprimé en mars 2015 à la suite du redécoupage des cantons du Puy-de-Dôme et ses communes ont été rattachées à des cantons existants (Vic-le-Comte) ou nouveaux (Le Sancy).

## Géographie
Ce canton est organisé autour de Champeix dans l'arrondissement d'Issoire. Son altitude varie de 365 m (Neschers) à 1 033 m (Courgoul) pour une altitude moyenne de 579 m.

## Histoire
De 1833 à 1848, les cantons de Besse et de Champeix avaient le même conseiller général. Le nombre de conseillers généraux était limité à 30 par département.
Les redécoupages des arrondissements intervenus en 1926 et 1942 n'ont pas affecté le canton de Champeix.
Le canton a été supprimé à la suite du redécoupage des cantons du Puy-de-Dôme, appliqué le 25 février 2014 par décret :
- Chadeleuf et Neschers intègrent le canton de Vic-le-Comte ;
- Champeix, Chidrac, Clémensat, Courgoul, Creste, Grandeyrolles, Ludesse, Montaigut-le-Blanc, Saint-Cirgues-sur-Couze, Saint-Floret, Saint-Nectaire, Saint-Vincent, Saurier, Tourzel-Ronzières et Verrières intègrent le canton du Sancy où son bureau centralisateur est situé à La Bourboule.

## Représentation

### Conseillers généraux de 1833 à 2015
| Période | Période      | Identité                                 | Étiquette           | Qualité |
| ------- | ------------ | ---------------------------------------- | ------------------- | --- |
| 1833    | 1839         | Pierre Cougoul                           |                     | Notaire, maire de Besse-en-Chandesse                                                                             |
| 1839    | 1848         | Jean-Louis de Combarel-Cornudet          |                     | Maire de Neschers                                                                                                |
| 1848    | 1871         | Marcelin-Laurent-Marie Burin des Roziers | Centre droit        | Procureur de la République à Thiers puis conseiller à la Cour de Riom Député (1869-1870)                         |
| 1871    | 1874         | Alphonse Mallet                          |                     | Notaire à Champeix                                                                                               |
| 1874    | 1889 (décès) | Alfred Tallon                            | Gauche républicaine | Avocat Député (1876-1885) Conseiller municipal de Clermont-Ferrand                                               |
| 1889    | 1910         | Antoine Bony-Cisternes                   | Gauche radicale     | Propriétaire Maire de Saint-Cirgues (1878-), conseiller d'arrondissement Député (1889-1907) Sénateur (1907-1927) |
| 1910    | 1937 (décès) | Paul Malsang                             | Rad.                | Médecin Maire de Champeix, conseiller d'arrondissement Sénateur (1933-1937)                                      |
| 1937    | 1940         | Robert Terrasse                          | SFIO                | Agriculteur Maire de Saurier                                                                                     |
|         |              |                                          |                     | |
| 1942    | 1945         | Louis Roche                              | Rad.                | Pharmacien Conseiller d'arrondissement, maire de Champeix Nommé conseiller départemental en 1942                 |
|         |              |                                          |                     | |
| 1945    | 1949         | Raymond Soulier                          | SFIO                | Instituteur à Neschers                                                                                           |
| 1949    | 1973         | Alfred Amouroux                          | Rad.                | Transporteur grandes distances Maire de Montaigut-le-Blanc                                                       |
| 1973    | 1990 (décès) | Paul Amouroux                            | Centriste puis UDF  | Maire de Montaigut-le-Blanc (1971-1983)                                                                          |
| 1990    | 1998         | Guy Chauvet                              | UDF                 | Cultivateur Maire de Ludesse (2001-2014)                                                                         |
| 1998    | 2015         | Luc Tixier                               | PS                  | Directeur des antiquités historiques et préhistoriques d'Auvergne Maire de Tourzel-Ronzières (1981-2020)         |

### Conseillers d'arrondissement (de 1833 à 1940)
| Période                                  | Période          | Identité                         | Étiquette       | Qualité |
| ---------------------------------------- | ---------------- | -------------------------------- | --------------- | --- |
| 1833                                     | 1839             | Arthur Mallye-Audrand            |                 | Ancien substitut, avocat à Brioude                                                                          |
| 1839                                     | 1848             | Antoine Christophle              |                 | Juge de paix à Champeix                                                                                     |
| 1848                                     | 1866 (décès)     | Michel Mallet                    |                 | Notaire à Champeix                                                                                          |
| 20 mars 1866                             | 1871             | Jean-Baptiste-Édouard Montorcier |                 | Maire de Chadeleuf, suppléant du juge de paix                                                               |
| 1871                                     | 1880             | M. Raynaud                       |                 | Propriétaire à Saint-Vincent                                                                                |
| 1880                                     | 1888 (démission) | Antoine Bony-Cisternes           | Gauche radicale | Propriétaire, maire de Saint-Cirgues                                                                        |
| 1889                                     | 1895             | Antoine Mordefroid               |                 | Maire de Champeix                                                                                           |
| 1895                                     | 1907             | Michel Papon                     |                 | Adjoint au maire de Saint-Nectaire                                                                          |
| 1907                                     | 1910             | Paul Malsang                     | Radical         | Médecin, maire de Champeix                                                                                  |
| 1910                                     | 1937             | Augustin Malsang (1856-1953)     | Radical         | Hôtelier, maire de Saurier                                                                                  |
| 1937                                     | 1940             | Louis Roche                      | Radical         | Pharmacien, maire de Champeix                                                                               |
| 1940                                     |                  |                                  |                 | Les conseils d'arrondissement ont été suspendus par la loi du 12 octobre 1940 et n'ont jamais été réactivés |
| Les données manquantes sont à compléter. |                  |                                  |                 | |

## Composition
Le canton de Champeix groupait 17 communes et comptait 7 012 habitants en 2012 (population municipale).
| Nom                     | Code Insee | Intercommunalité        | Population (dernière pop. légale) |
| ----------------------- | ---------- | ----------------------- | --------------------------------- |
| Champeix (chef-lieu)    | 63080      | CA Agglo Pays d'Issoire | 1 314 (2014)                      |
| Chadeleuf               | 63073      | CA Agglo Pays d'Issoire | 420 (2014)                        |
| Chidrac                 | 63109      | CA Agglo Pays d'Issoire | 482 (2014)                        |
| Clémensat               | 63111      | CA Agglo Pays d'Issoire | 115 (2014)                        |
| Courgoul                | 63122      | CA Agglo Pays d'Issoire | 74 (2014)                         |
| Creste                  | 63127      | CA Agglo Pays d'Issoire | 54 (2014)                         |
| Grandeyrolles           | 63172      | CA Agglo Pays d'Issoire | 56 (2014)                         |
| Ludesse                 | 63199      | CA Agglo Pays d'Issoire | 485 (2014)                        |
| Montaigut-le-Blanc      | 63234      | CA Agglo Pays d'Issoire | 837 (2014)                        |
| Neschers                | 63250      | CA Agglo Pays d'Issoire | 925 (2014)                        |
| Saint-Cirgues-sur-Couze | 63330      | CA Agglo Pays d'Issoire | 352 (2014)                        |
| Saint-Floret            | 63342      | CA Agglo Pays d'Issoire | 263 (2014)                        |
| Saint-Nectaire          | 63380      | CC du Massif du Sancy   | 725 (2014)                        |
| Saint-Vincent           | 63403      | CA Agglo Pays d'Issoire | 413 (2014)                        |
| Saurier                 | 63409      | CA Agglo Pays d'Issoire | 250 (2014)                        |
| Tourzel-Ronzières       | 63435      | CA Agglo Pays d'Issoire | 251 (2014)                        |
| Verrières               | 63452      | CA Agglo Pays d'Issoire | 75 (2014)                         |

## Démographie
| 1962  | 1968  | 1975  | 1982  | 1990  | 1999  | 2006  | 2011  | 2012  |
| ----- | ----- | ----- | ----- | ----- | ----- | ----- | ----- | ----- |
| 5 709 | 5 492 | 5 092 | 5 138 | 5 335 | 5 575 | 6 462 | 6 979 | 7 012 |